# Deroy Murdock
Deroy Murdock – amerykański dziennikarz internetowej wersji amerykańskiego National Review.
Ma swoje kolumny w The New York Post, The Boston Herald, The Washington Times, National Review, The Orange County Register oraz kilku innych czasopismach i gazetach Stanów Zjednoczonych.